# Chevron (Uniform)

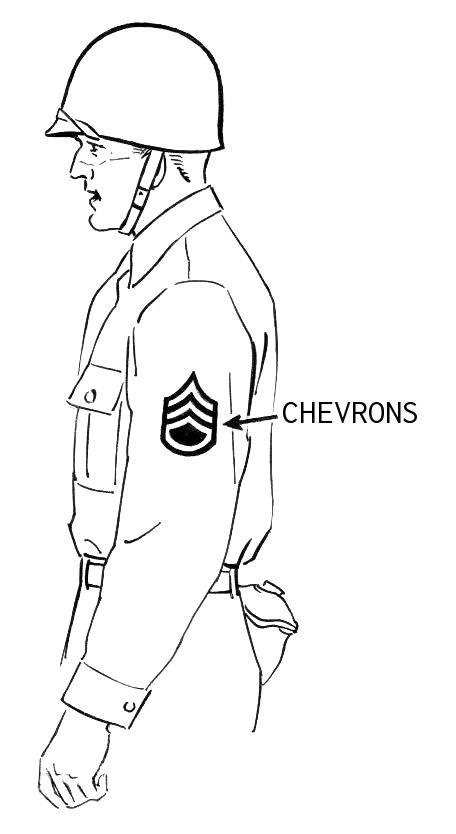
Chevrons an alter US-amerikanischer Uniform

Chevron oder Cheveron (französisch chevron = „Winkel“, „Sparren“, „Zickzackleiste“) war die im französischen Heer gebräuchliche Bezeichnung für auf den Ärmeln der Uniform aufgenähte Ärmelwinkel. Sie waren aus bogenwinkelförmiger Textilborte oder Metalltresse gefertigt. Material und Anzahl der Chevrons zeigten den Dienstgrad und/oder das Dienstalter an. Veteranen und wegen hohen Dienstalters zu Unteroffizieren beförderte Soldaten hießen deshalb Chevronnés.
Im preußischen Heer wurden die Chevrons im Jahr 1889 eingeführt; bei der Kavallerie wurden Chevrons auf dem linken Oberärmel für den besten Fechter zu Pferde verliehen.
Bei der Wehrmacht zeigten auf den linken oberen Ärmel aufgenähte große gradwinklige Tressen die verschiedenen Mannschaftsdienstgrade an. 
Bei der Nationalen Volksarmee gab es für keine Waffengattung Winkel oder Chevrons.
Auch in der Bundeswehr gibt es keine Chevrons, allerdings werden bei der Marine für Unteroffiziere ohne und mit Portepee (Maate und Bootsleute) bei bestimmten Anzugsformen gradwinklige Tressen auf dem Unterärmel verwendet. 

## Beispiele

Beispiele für winkelförmige Tressen (Chevrons) am Ärmel der Soldatenuniform
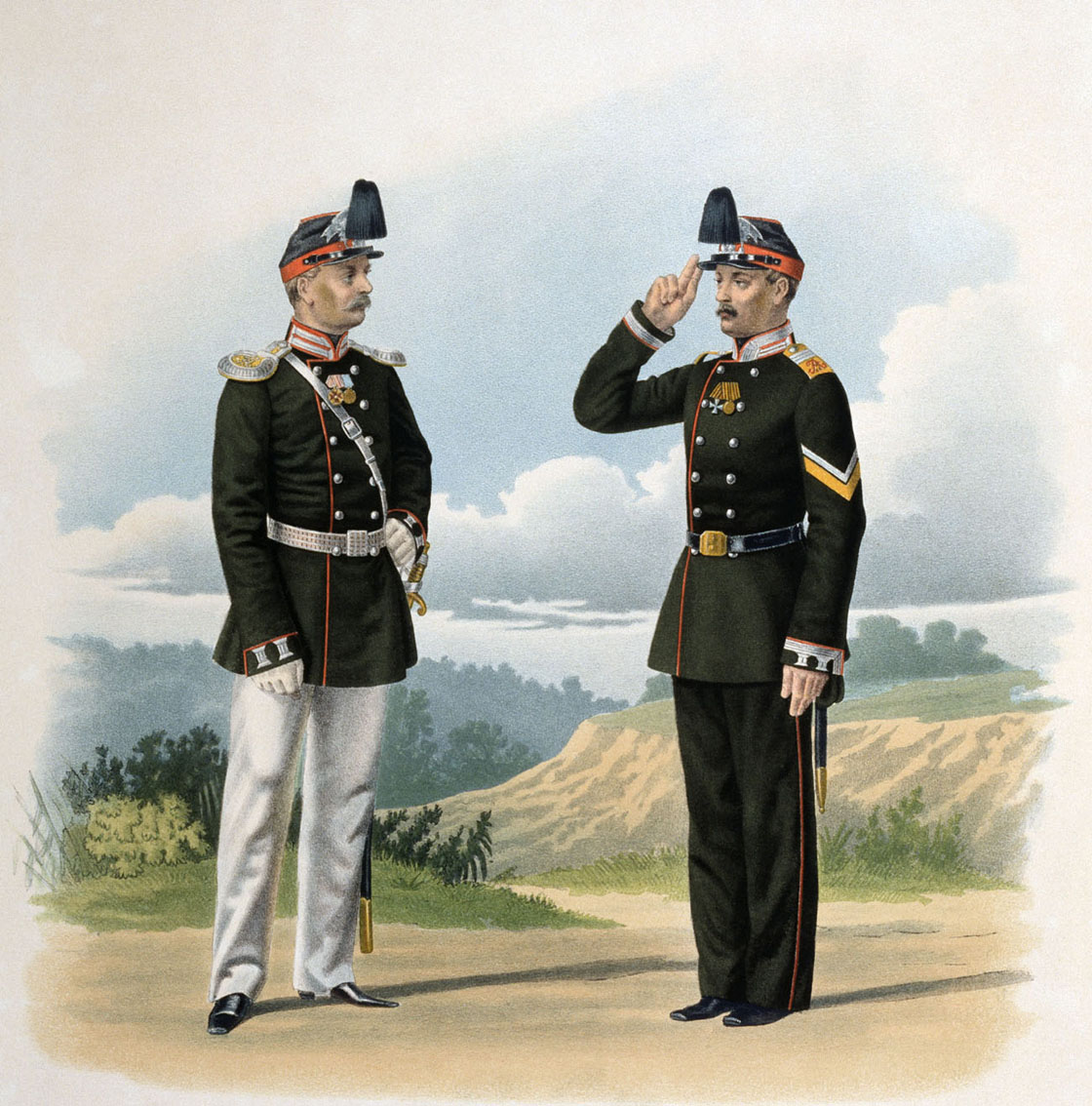
Unteroffizier (re.) mit Chevron, Russland 1863.
Feldweibel der Päpstlichen Schweizergarde
Single Chevron-Rank: Private E2, US Army.
Double Chevron Corporal insignia, Royal Air Force